# إيرل هاميلتون
إيرل هاميلتون (بالإنجليزية: Earl J. Hamilton)‏ (و. 1899 – 1989 م) هو مؤرخ، وعالم اقتصاد، من الولايات المتحدة الأمريكية، ولد في نيو هولاكا، توفي في أوك ريدج، عن عمر يناهز 90 عاماً.

## جوائز
حصل على جوائز منها:
- زمالة غوغنهايم.